# MLS Cup 2008
De MLS Cup 2008 was de voetbal kampioenswedstrijd van het MLS Seizoen 2008 die gespeeld wordt op 23 november, 2008 in The Home Depot Center in Carson. Columbus Crew wint de MLS Cup door in de finale Red Bull New York met 3-1 te verslaan. Voor Columbus Crew is het de eerste titel.

## Stadion
Het Home Depot Center de thuishaven van Los Angeles Galaxy, heeft de MLS Cup 2008 georganiseerd, dit was de derde keer dat het stadion werd gebruikt voor de finale van de MLS Cup en de eerste sinds 2004.